# Place Vendôme
Place Vendôme är ett torg i 1:a arrondissemanget i Paris. 
Torget är ritat av Jules Hardouin-Mansart för att omgärdas av akademier och ambassader. Byggnationen inleddes 1698; sedan dess har flera av Paris stora juvelerarfirmor som till exempel Cartier och Van Cleef & Arpels samt det berömda hotellet Ritz flyttat hit. Frédéric Chopin bodde här i hus nummer 12 och avled där 1849.

## Vendômekolonnen
Vendômekolonnen (franska: Colonne Vendôme) är ett monument mitt på torget bestående av en drygt 44 meter hög kolonn (med Trajanuskolonnen i Rom som förebild) med en staty av Napoleon på toppen. Monumentet restes 1806 på order av Napoleon för att fira segern vid Austerlitz. Kolonnen revs i samband med Pariskommunen 1871 men återställdes 1874 med en kopia av originalstatyn i dess ställe.